# Pundaluoya affinis
Pundaluoya affinis är en insektsart som beskrevs av Heinrich Christian Friedrich Schumacher 1915. Pundaluoya affinis ingår i släktet Pundaluoya och familjen sporrstritar. Inga underarter finns listade i Catalogue of Life.